# Park Górny w Szczawnicy
Park Górny im. Adama hrabiego Stadnickiego w Szczawnicy – park w północnej części centrum Szczawnicy (Szczawnicy Wyżnej), po wschodniej stronie ulicy Zdrojowej i placu Józefa Dietla.

## Historia
Park został utworzony w 1824 roku przez Jana Kutscherę. Józef Szalay sprowadził do parku rzadkie okazy drzew, np. w 1889 roku posadzono w parku 10 tysięcy sadzonek. W latach 80. XIX wieku utworzono wiele chodników, klombów, skwerów, gajów. Tworzono place do gry w krokieta. W okresie międzywojennym Adam Stadnicki poszerzył park o dodatkowe 11 ha, które obsadził modrzewiami i utworzył kort tenisowy.
W 2002 roku park otrzymał imię Adama hrabiego Stadnickiego.

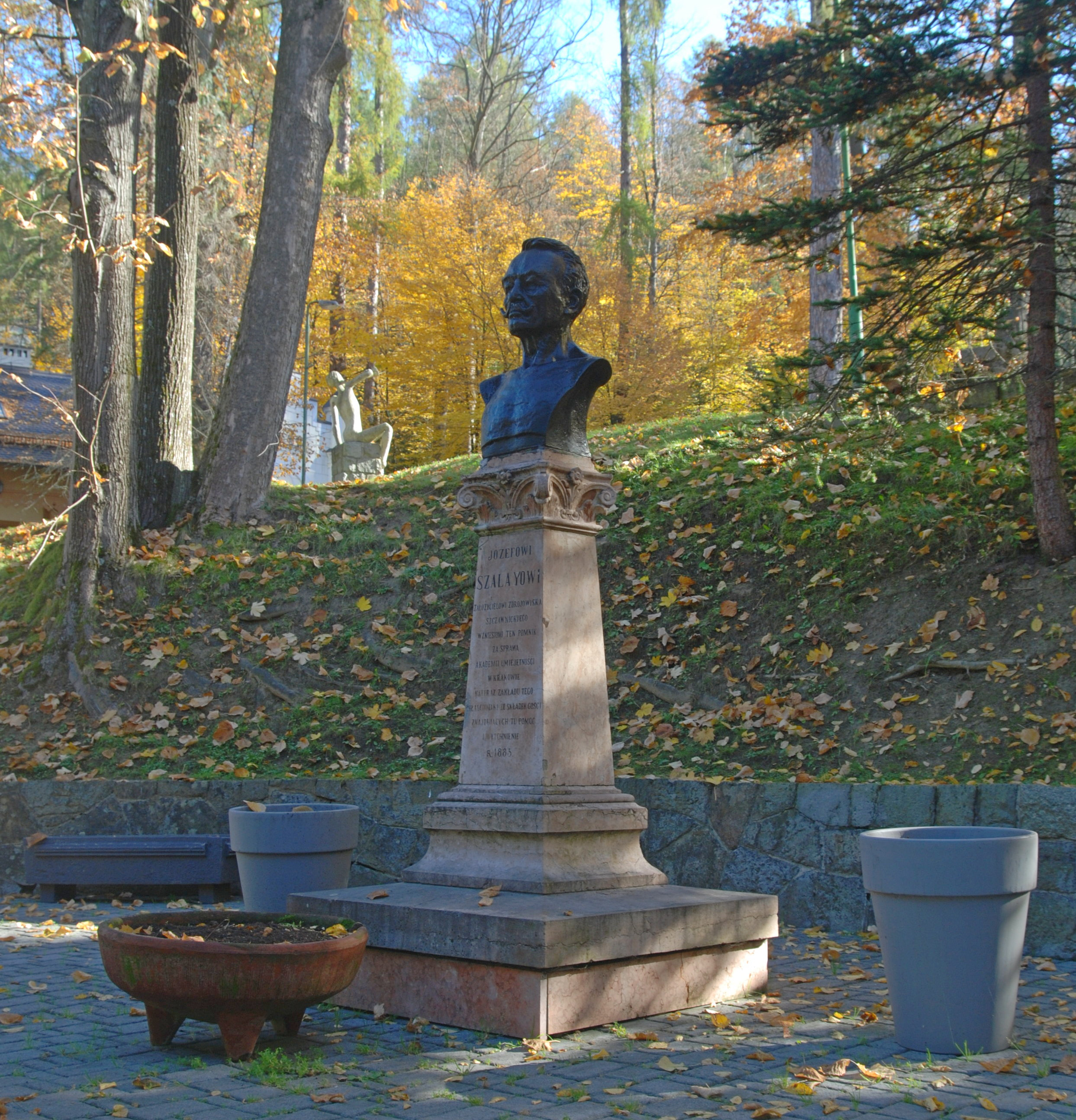
Popiersie Józefa Szalaya
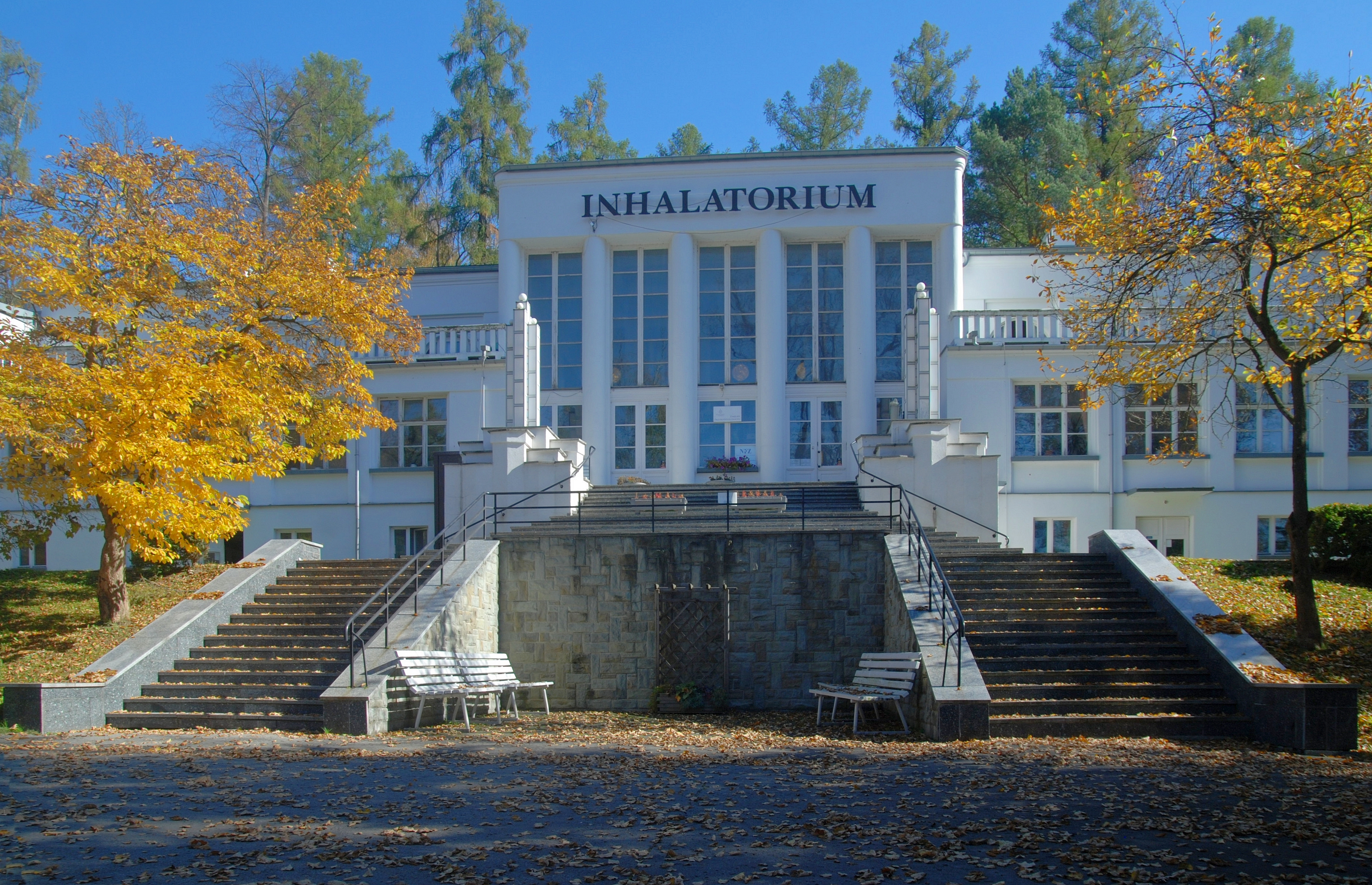
Sanatorium Inhalatorium
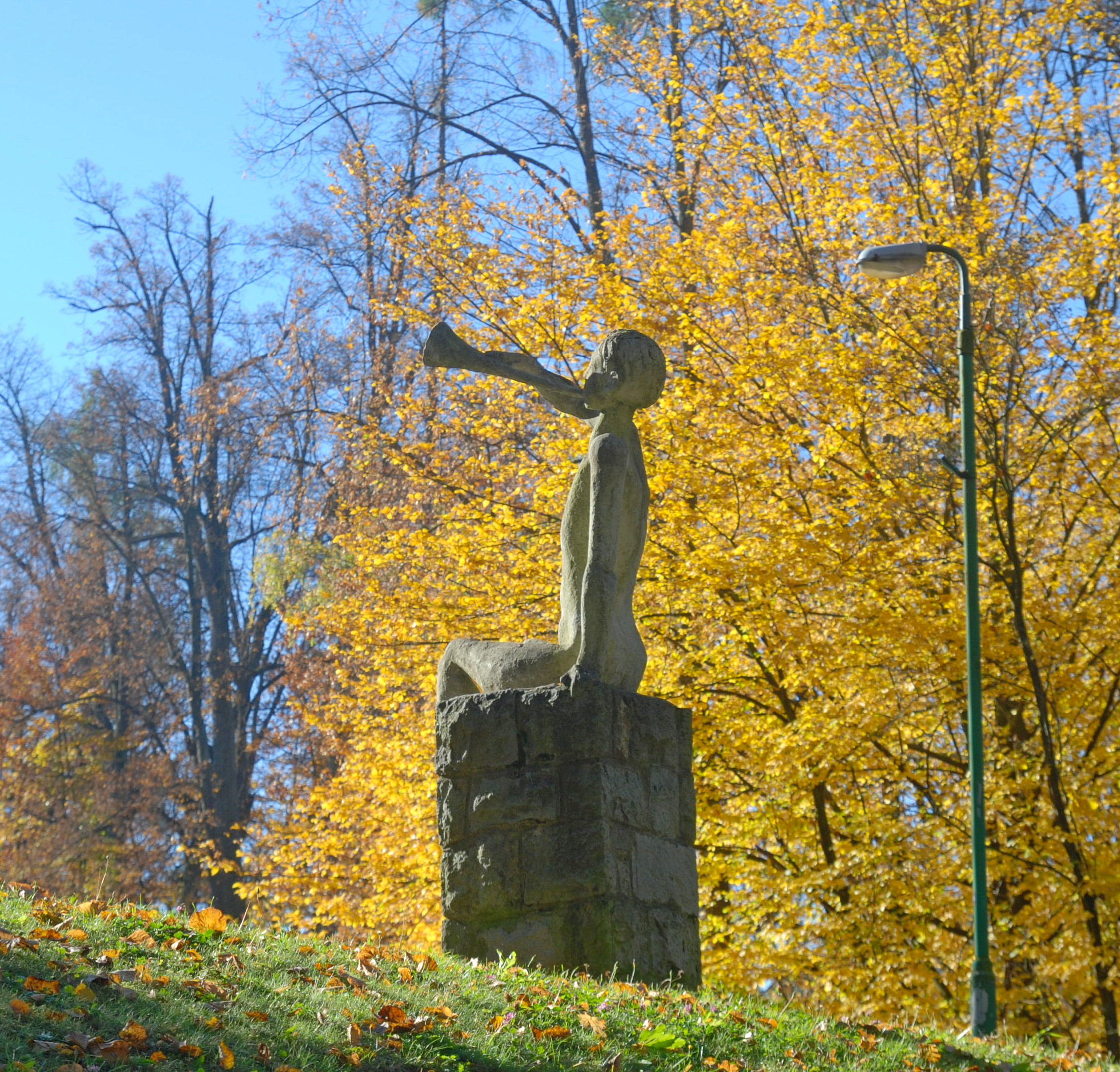
Rzeźba parkowa

## Obiekty
Na terenie parku znajduje się wiele zabytkowych obiektów, wille, pensjonaty, hotele, wiele rzeźb i pomników. Do ważniejszych należą:
- neogotycka kaplica zdrojowa z lat 1844–1847, nad placem Dietla i tuż obok muszla koncertowa zbudowana w 1950 roku,
- budynek Inhalatorium, zbudowany w latach 1934–1936
- willa Pod Modrzewiami, obecnie Hotel Park Modrzewie
- dom gościnny Malinowa
- sanatorium Świerki
- gruntownie przebudowany Dworzec Gościnny z 1884 roku
- willa Pod Batorym, obecnie stojący w tym miejscu nowy Hotel Batory
- wille Palma (I i II), wille Szalay (I i II), Alma, Biała i Żółta Sokolica i wiele innych
- popiersie Józefa Szalaya.

Współczesne rzeźby, znajdujące się obecnie na terenie parku, są autorstwa Marii Chudoby-Wiśniewskiej, która wykonała je w latach 1960–1963.
Park przecinają, krzyżując się, dwie ulice: ul. Jana Wiktora i ul. Park Górny.